# 亚述人
亚述人，又称叙利亚人（Syriacs），是主要生活在西亚两河流域北部的一个民族集团。现代亚述人声称自己是古亚述人的直接后裔，所谓古亚述是美索不达米亚的主要文明之一。现代亚述人可能在文化上自我认同为「叙利亚人」、「迦勒底人」或「亚兰人」，以用于宗教、地理和部落认同。
亚述人使用亚兰语，尤其是亚述新亚兰语、圖羅尤語方言，可以说这些方言是世界上最古老的连续使用、书写的语言之一：亚兰语是耶稣可能使用过的语言，也是西亚在接下来几个世纪里的通用语，它影响了希伯来语、阿拉伯语等许多语言，甚至通过文化、宗教交流影响到了蒙古语和维吾尔语。亚兰语的历史可以追溯到三千多年前。
亚述人几乎全部信奉基督教，特别是加色丁礼天主教会（45%）、叙利亚正教会（26%）与东方亚述教会（19%）这三个群体。亚述人的宗教礼仪有东、西两套系统，但都使用叙利亚语为宗教语言。现代亚述人（叙利亚人）是很早就皈依了基督教的人群之一，就像亚兰人、亚美尼亚人、纳巴泰人一样。
虽然现代亚述人自诩为古代亚述的阿卡德人後代，但他们和周围的穆斯林群体并没有血缘关系上的区别，现代亚述人的「亚述文化」大多是现代亚述学研究给他们提供了素材，而并非他们传下来的习俗。

## 當代亞述人
當代亞述人主要為中東一帶宣稱為古亞述人後代的基督徒。目前，全世界约有300多万亚述人。亚述人在西亚地区的伊拉克北部、叙利亚、伊朗西部和黎巴嫩以及约旦仍有大量人口。而在土耳其东南部仍有少量亚述人。伊拉克是亚述人的祖居地，也一直是全世界亚述人最多最集中的区域。但是由于2003年的伊拉克战争和随之而来的动荡，许多亚述人被迫离开伊拉克，迁到邻国或西方国家，伊拉克的亚述人数量已减少了一半，而叙利亚、约旦、美国和瑞典等国的亚述人数量近几年来明显增多。美国的底特律和瑞典的南泰利耶等地有来自中东的亚述人的大型聚居区，他们在那里建有自己的教堂、商店、俱乐部等。
- 加色丁礼天主教会的旗帜，1999年设计
- 亚兰人的旗帜，1980年设计
- 老版本的亚述旗帜，20世纪初设计，三颗星分别象征亚述教会、加色丁教会、叙利亚教会

## 信仰基督教
当今的亚述人主要信仰基督教的东方亚述教会(聶斯脫里派教會)、加色丁礼天主教会(東儀天主教)和敘利亞東方正統教會(東方正統教會)。相当一部分人仍然使用由古阿拉米语演变而来的现代阿拉米语（Neo-Aramaic），他们称为新亚述语（Neo-Assyrian）。现代亚述人仍然保留了一些从古时候传下来的风俗习惯。亚述人旗帜是亚述人选定的、代表离散的亚述人的国家的旗帜。
也有一部分亚述人后裔信仰伊斯兰教，称为穆哈拉米人（Mhallami）。
在叙利亚和黎巴嫩一带，当地仍有一些古代阿拉米人（又译为亚兰人）的后裔，他们也信仰基督教，并把阿拉米语作为教会语言使用。当今的古代阿拉米人后裔与当今亚述人是否可以看做同一个民族，存有爭議。

## 外部連結
- Assyrian people, Britannica Online（页面存档备份，存于）
- A virtual Assyria: Cyberland
- A virtual Assyria: Christians from the Middle East
- Traditional Assyrian Costumes
- Assyrian Iraqi Document Projects
- Who Are Assyrians?
- Assyrian History